# Nachzehrer
Nachzehrer ist eine früher vor allem in der Mark übliche Bezeichnung im deutschen Volksglauben für einen Wiedergänger oder Untoten, der den Vampiren nah verwandt ist und mit ihnen wesentliche Eigenschaften teilt.
Im Gegensatz zu einer lange verbreiteten Auffassung in der Volkskunde beschränkt sich das Verbreitungsgebiet des Nachzehrers keineswegs auf die teilweise slawisch geprägten Gebiete im Osten und Nordosten Deutschlands, sondern er war auch bis ins Rheinland verbreitet. In der Eifel wurden beim Auflassen alter Friedhöfe Skelette entdeckt, die mit dem Gesicht nach unten lagen – ein eindeutiges Zeichen für die Bestattung einer Leiche, die für gefährlich gehalten wurde.

## Elemente des Volksglaubens
Die Überlieferungen beschreiben den Nachzehrer wie folgt: Im Gegensatz zum Vampir, der sein Grab verlassen müsse, liege oder sitze der Nachzehrer unter der Erde und sauge den Lebenden – meistens seinen Hinterbliebenen oder den Bewohnern seines Dorfes – die Lebenskraft ab. Bei dieser Vorstellung ist zu berücksichtigen, dass auch die meisten traditionellen Berichte über Vampirattacken gar nicht vom Blutsaugen sprechen, sondern eher diffus vom „Würgen“ oder „Schwächen“ des Opfers. Der Nachzehrer vollbringe sein unheilvolles Werk, indem er durch den offenen Mund sein Opfer „ruft“ oder durch das offene „böse“ Auge eine telepathische Verbindung mit ihm aufnehme. Häufig kaue er an seinem Leichentuch oder seinen Armen herum, bis alles weggenagt sei. Solange er noch kaue, stürben die Menschen entweder an Auszehrung oder an einer Seuche. Wer durch das Wirken eines Nachzehrers starb, wurde allerdings nicht selber zum Untoten.
Um einen potentiellen Nachzehrer wirkungsvoll zu bannen, mussten vor der Beisetzung entsprechende Maßnahmen ergriffen werden. Keinesfalls durften Augen oder Mund offen bleiben, weswegen man dem Toten die Augen schließen musste, ohne dabei in diese zu schauen, weil dann schon der telepathische Kontakt zwischen dem Nachzehrer und einem künftigen Opfer hergestellt worden wäre. Keinesfalls durfte der Mund des Toten mit dem Leichentuch oder einem anderen Stück Stoff in Berührung kommen. Oft wurden die Leichen gefesselt, teilweise auch nur symbolisch, etwa mit einem Rosenkranz um die Handgelenke. Oft wurden bannende Metallgegenstände (Scheren, Nägel, Messer) auf die Brust des Toten gelegt. Häufig schütteten die Hinterbliebenen auch getrocknete Hülsenfrüchte oder Kieselsteine in den Sarg. Der Untote musste, so lautete der Volksglaube, diese erst zählen, bevor er mit seinem unheilvollen Treiben beginnen konnte. Da er aber vom Teufel beseelt war, konnte er nie über zwei Erbsen oder Steine hinaus kommen, weil er die geheiligte Zahl „drei“ (Symbol der Dreifaltigkeit) nicht aussprechen durfte.
Wenn man dennoch eine vom Nachzehrer ausgehende Schädigung zu konstatieren meinte, konnte das Grab geöffnet werden. Dann erfolgten die aus dem südosteuropäischen Vampirglauben bekannten Maßnahmen wie Köpfen, Herzausschneiden und Pfählen.

## Ursprung des Nachzehrerglaubens
Möglicherweise ist die Vorstellung vom Nachzehrer aus einem primitiveren Vampirglauben entstanden. Selbst in Rumänien und Serbien, der Heimat des klassischen Vampirs, trifft man die Vorstellung vom Nachzehrer an, der im Grab sitze oder liege und den Lebenden die Lebenskraft absauge und gleichzeitig Epidemien verbreite. Daher findet sich in der Literatur häufig auch die Annahme, dass der Nachzehrerglaube erst am Ende des Mittelalters im Zusammenhang mit den Pestzügen entstanden sei. Mit derselben Berechtigung kann man aber auch annehmen, dass im 14. und 15. Jahrhundert – also im Zeitalter der Großen Pest – vermehrt über Graböffnungen und „Hinrichtungen“ von verdächtigen Leichen berichtet wurde, weil diesen nun nicht mehr nur eine generelle Fähigkeit zum Schädigen der Lebenden zugesprochen wurde, sondern man in ihnen ganz speziell die Verursacher der verheerenden Seuche sah.
Mit der Ausdehnung der österreichischen Militärgrenze im 18. Jahrhundert rückte der damals besonders auf dem Balkan von Slawonien bis zur Bukowina verbreitete Aberglaube an Nachzehrer und Wiedergänger in den Fokus der westeuropäischen Öffentlichkeit.